# Black Shark 2
Black Shark 2 та Black Shark 2 Pro — ігрові смартфони, розроблені дочірньою компанією Xiaomi Black Shark. Black Shark 2 був представлений 18 березня 2019 року, а Black Shrark 2 Pro — 30 липня того ж року. Основними відмінностями між моделями є рельєф задньої панелі, процесор і тип накопичувача.

## Дизайн
Екран виконаний зі скла а корпус — з алюмінію.
Знизу розміщені роз'єм USB-C та слот під 2 SIM-картки. Зверху розташований другий мікрофон. З лівого боку розташовані кнопки регулювання гучності та RGB-підсвітлення. З правого боку розміщені кнопка блокування смартфону, перемикач ігрового режиму та RGB-підсвітлення. На задній панелі розташований логотип Black Shark з RGB-підсвітленням, додаткове RGB-підсвітлення у Black Shark 2 Pro, модуль подвійної камери та LED спалах. Динаміки знаходяться на верхній та нижній рамці дисплею.
Black Shark 2 продавався в 3 кольорах: чорному, сріблястому та блакитному.
Black Shark 2 Pro продавався в 4 кольорах: Shadow Black (чорний з зеленим акцентом), Iceberg Gray (сірий з блакитним акцентом), Gulf Blue (синій з оранжевим акцентом) та Steamer Purple (фіолетовий з синім акцентом).

## Технічні характеристики

### Платформа
Black shark 2 отримав процесор Qualcomm Snapdragon 855, a Black Shark 2 Pro — більш розігнаний Snapdragon 855+. Обидва працюють в парі з графічним процесором Adreno 640.

### Батарея
Акамулятор отримав об'єм 4000 мА·год та підтримку 27-ватної швидкої зарядки.

### Камера
Смартфони отримали основну подвійну камеру 48 Мп, f/1.8 (ширококутний) + 12 Мп, f/2.2 (телеоб'єктив) з фазовим автофокусом та здатністю запису відео в роздільній здатності 4K@60fps. Фронтальна камера отримала роздільність 20 Мп, світлосилу f/2.0 (ширококутний) та здатність запису відео в роздільній здатності 1080p@30fps.

### Екран
Екран AMOLED, 6.39", FullHD+ (2340 × 1080) зі щільністю пікселів 403 ppi та співвідношенням сторін 19.5:9. Також в екран вмонтований сканер відбитку пальця.

### Пам'ять
Black Shark 2 продавався в комплектаціях 6/128, 8/128, 8/256 та 12/256 ГБ.
Black Shark 2 Pro продавався в комплектаціях 8/128, 12/128 та 12/256 ГБ.
У Black Shark 2 використовується тип накопичувача UFS 2.1, коли в Black Shark 2 Pro — UFS 3.0.

### Програмне забезпечення
Смартфони були випущені на зміненій версії MIUI 10 під назвою Joy UI 10 на базі Android 9 Pie. Були оновлені до Joy UI 12.5 на базі Android 11.